# Xã Boston, Michigan
Xã Boston (tiếng Anh: Boston Township) là một xã thuộc quận Ionia, tiểu bang Michigan, Hoa Kỳ. Năm 2010, dân số của xã này là 5.709 người.